# Бенгтссон, Хельге
Карл Хельге Бенгтссон (швед. Karl Helge Bengtsson; 19 декабря 1916 — 10 февраля 2001, Мальмё, Швеция) — шведский футболист и тренер, играл на позиции вратаря.Четыре раза становился чемпионом Швеции в составе «Мальмё», сыграл один международный матч за сборную Швеции.

## Биография
Бенгтссон на протяжении всей своей карьеры играл за «Мальмё».
В 1937 году он дебютировал за команду в Аллсвенскан и смог зарекомендовать себя как основной вратарь. В сезоне 1943/44 он стал частью исторической победы команды вместе с Челль Росен, Бёрье Таппер и Стелланом Нильссоном, когда «Мальмё» выиграл свой первый титул чемпиона Швеции и Кубок Швеции.
Он также был в составе команды, которая не проиграла 49 матчей в период с 1949 по 1951 годы. После завершения игровой карьеры Бенгтссон продолжал оставаться связанным с клубом и был тренером команды с 1964 по 1965 год.
В 1949 году он один раз выступил за сборную Швеции в игре против Финляндии, в которой Швеция победила со счетом 8:1. Однако, он не играл в большем количестве международных матчей, потому что в стране были другие сильные вратари, такие как Торстен Линдберг и Калле Свенссон. Есть информация, что он играл за сборную Швеции ещё в 1939 году, однако этот матч был сыгран против команды «Арсенал» и не имел международного статуса.
В общей сложности, Бенгтссон провел 501 матч за команду «Мальмё». Он играл на позиции вратаря, за исключением двух матчей, в которых он был полузащитником и забил три гола.
Бенгтссон умер 10 февраля 2001 года.

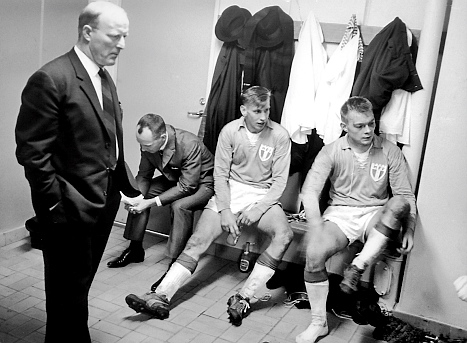
Бенгтссон, в качестве главного тренера Мальмё, с Бу Ларссоном и Гранстрём, Ларс.